# Monte de José Ñudo
El Monte de José Ñudo o de José Nudo es un paraje ubicado al norte del distrito Las Bandurrias, Departamento San Martín, Provincia de Santa Fe en la República Argentina. Geográficamente es una fracción de monte achaparrado del tipo chaqueño ubicado sobre la Cañada de los Carrizales, sobre la actual ruta provincial 66.
Fue el primer distrito poblado por europeos y criollos en el departamento y el primer paraje conocido. Su población ocurrió naturalmente al remontar la cañada los colonos desde la costa del Paraná, básicamente estableciendo estancias o puestos ganaderos, posiblemente hacia fines del siglo XVIII.
Hacia principios del siglo XIX se registra la existencia de un fuerte o comandancia militar, el "Fuerte del Socorro", dependiendo de la jurisdiccíon de Coronda. Este fuerte es el último puesto militar antes del Fortín El Tío en Córdoba, unos 120 km al oeste. El Fuerte servía como protección contra los guaycurúes - abipones y mocovíes hostiles - y mayormente era servido por indios amigos y por delincuentes conscriptos.

## Las guerras civiles
El fuerte jugó también un papel durante los conflictos civiles del 1810 y 1820. Fue, junto con Desmochado, utilizado por el brigadier Estanislao López como base de operación contra el Ejército del Norte, durante la campaña que llevó a las batalla de Fraile Muerto y de la Herradura. Lamadrid también lo menciona en sus memorias durante ese conflicto.
En 1821 el viajero inglés Alexander Caldcleugh relata haber alcanzado el fuerte viniendo desde El Tío gracias a un baqueano que lo hace viajar de noche para evitar el contacto con los indios. Llega al fuerte entonces comandado por José Santos Méndez y al día siguiente encuentra al brigadier Estanislao López que llega con su ejército en persecución de Ramírez, el "Supremo Entrerriano", que había invadido Santa Fe. López en la conversación le anuncia que cortará la cabeza de Ramírez cosa que efectivamente ocurrirá cuando lo atrapa una partida en el norte de Córdoba. 

## En la Colonización
A posteriori se registran movimientos de milicias corondinas para combatir al indio, hasta la década del 1850 en que al formarse el Cantón de Romero, unos cincuenta kilómetros al norte, la frontera con el indio se desplaza. Sigue siendo un distrito mencionado en los registros provinciales, aparentemente funciona una escuela y se nombra un juez pero desaparece a inicios del siglo XX. Al desarrollarse la agricultura en el departamento San Martín y trazarse las líneas de ferrocarril queda marginado por ser una zona baja, inundable y boscosa, características que fueron ventajosas en la etapa de ganadería silvestre previa. Su población pudo integrarse a las estancias que Thomas Armstrong y otros inversores formaron en la segunda mitad del siglo XIX o desplazarse a San Martín de las Escobas, primera colonia del departamento y probablemente a Cañada Rosquín que es la localidad más cercana y se ubica unos kilómetros al oeste. No quedan restos conocidos de sus construcciones.

## Actualidad
En el área se encuentran establecimientos ganaderos como "La María Luisa" y la superficie boscosa se redujo por tala. La fauna original se ha repuesto a partir de la reserva natural "Fundación Wildermuth" ubicada inmediatamente al norte.